# Kostel svaté Máří Magdaleny (Tachov)
Kostel svaté Maří Magdalény (a sv. Alžběty) v Tachově je filiální klášterní kostel tachovského kláštera františkánů. Původně gotický, barokně přestavěný kostel, byl po roce 1989 navrácen řádu františkánů a v současné době je kostel zapůjčen pro užívání české pravoslavné církve.

## Historie

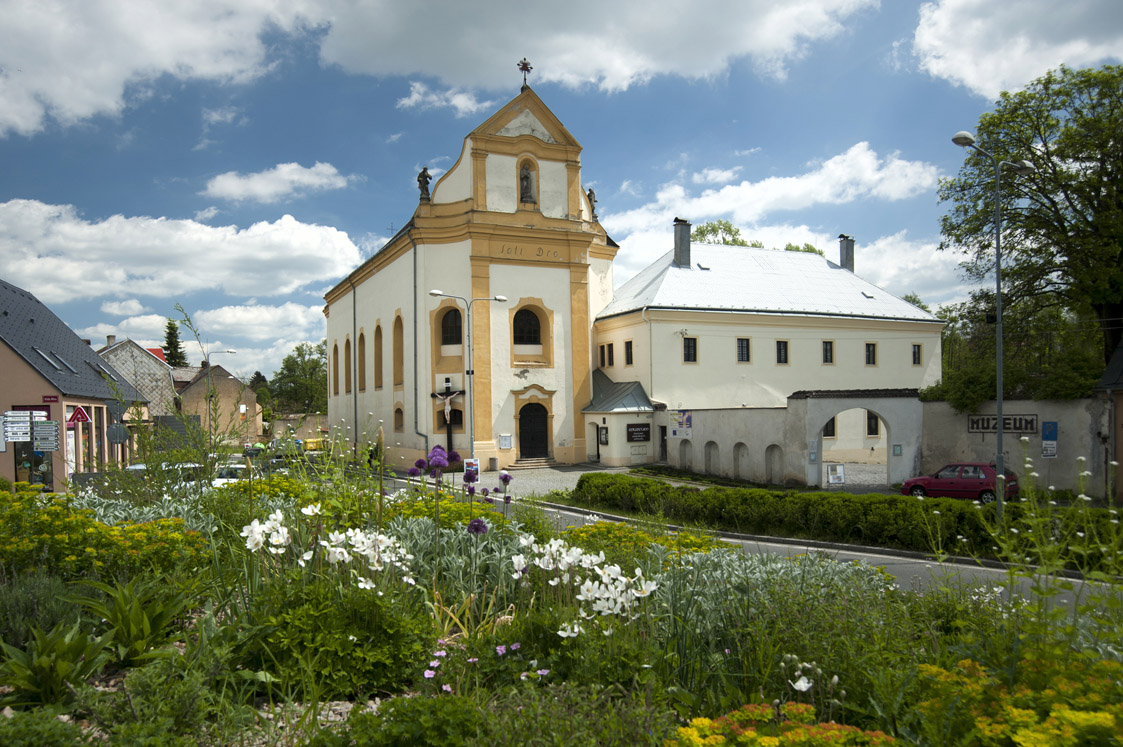
Kostel v rámci františkánského kláštera

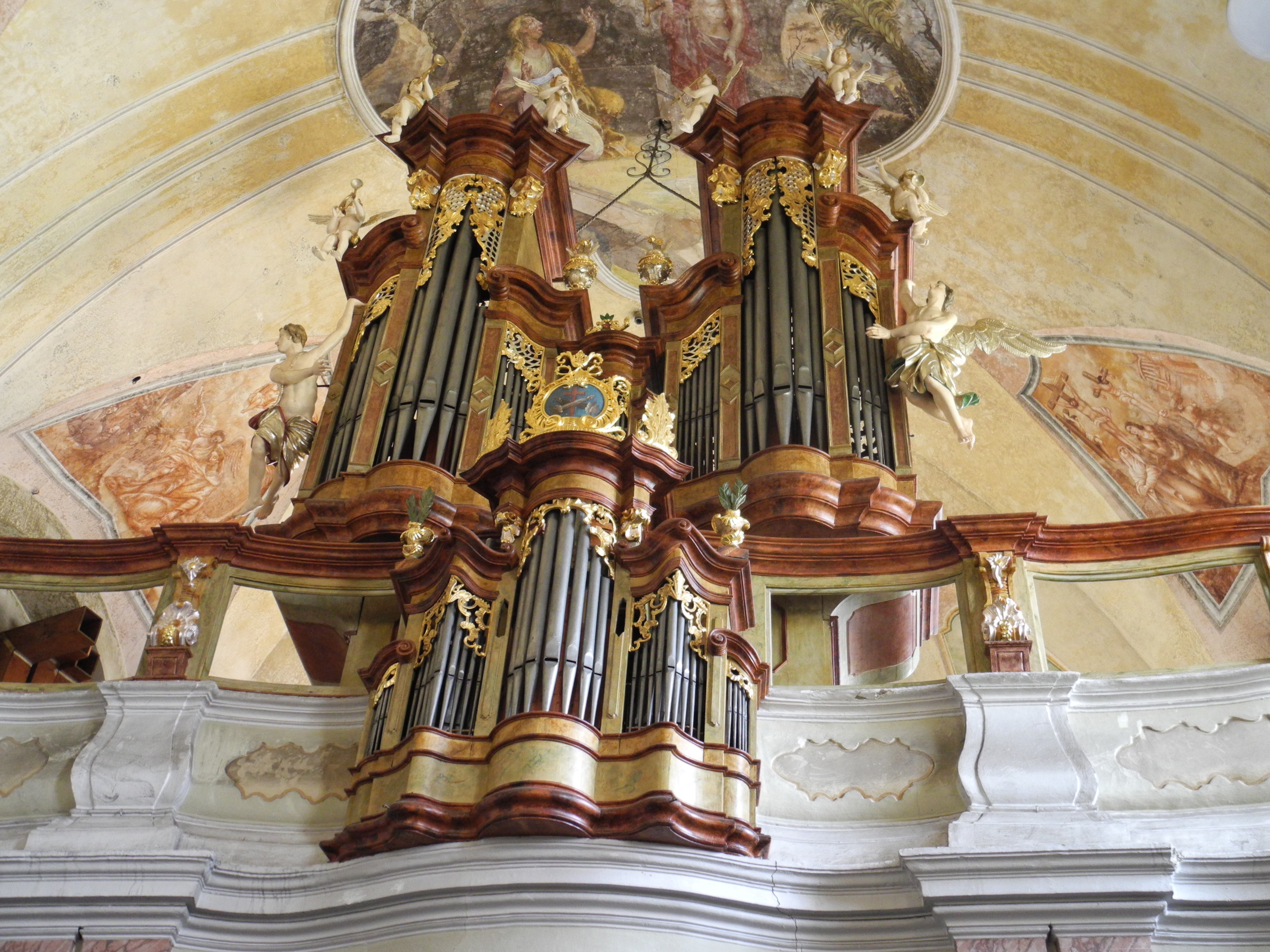
Barokní varhany

Kostel stojí na místě staršího gotického kostela, který byl součástí tachovského špitálu zničeného husity v roce 1421.
Nový kostel spolu s klášterem byl zbudován v letech 1686–1694 podle plánů architekta italského původu Martina Allia. V roce 1748 celý klášter vyhořel a při následných opravách získal kostel svoji současnou barokní podobu.

### Mobiliář kostela
Vnitřní vybavení kostela je rokokové z let 1749–1750, socha sv. Jana Nepomuckého je připisována Janu Brokoffovi. Hlavní oltář z roku 1758 byl v roce 1874 vyzdoben obrazem sv. Marie Magdaleny místního rodáka Franze Rumplera (1848–1922), který později vedl školu historického malířství na vídeňské akademii. Rumpler také v roce 1895 tachovský klášterní kostel zachytil na olejomalbě.
Ze 2. poloviny 18. století jsou další dva boční oltáře a sochy sv. Františka a sv. Jana Kapistrána pocházejí ze druhé poloviny 19. století.